# Dobromiru din Deal
Dobromiru din Deal – wieś w Rumunii, w okręgu Konstanca, w gminie Dobromir. W 2011 roku liczyła 365 mieszkańców.